# Astrogliose
A astrogliose (também conhecida como astrocitose ou astrocitose reativa) é um aumento anormal no número de astrócitos devido à destruição dos neurônios próximas a um trauma no sistema nervoso central (SNC), infecção, isquemia cerebral, um acidente vascular cerebral (AVC), uma resposta autoimune e uma doença neurodegenerativa. No tecido neural saudável, astrócitos desempenham um papel crítico no fornecimento de energia para os neurônios, regular o fluxo sanguíneo, a homeostase do fluido extracelular assim como dos íons e transmissores, e regular a função sináptica e a remodelação sináptica. A astrogliose altera a expressão molecular e a morfologia dos astrócitos, provocando a formação de cicatrizes e, em casos graves, a inibição da regeneração de axônios.

## Causas
A astrogliose é um conjunto de alterações no astrócitos que ocorrem em resposta a todas as formas de dano e doença do SNC.  As alterações produzidas pela astrogliose reativa variam com a gravidade do dano do SNC através de uma série de alterações progressivas na expressão molecular, hipertrofia celular progressiva, proliferação e cicatrização.
Os danos causados ao neurônios no SNC por uma infecção, trauma, isquemia cerebral, um acidente vascular cerebral, uma resposta autoimune ou alguma enfermidade neurodegenerativa podem levar a astrócitos reativos.
Quando a astrogliose é considerada patológica, ou seja, uma doença, é chamada de astrocitose.

## Funções e efeitos
Os astrócitos reagentes podem beneficiar ou prejudicar células neurais e não neurais circundantes.  Passam por uma série de mudanças que podem alterar as atividades dos astrócitos através da perda ou aquisição de funções dedicadas à proteção e reparo neural, cicatrização glial e regulação da inflamação no SNC.

### Proteção e reparação neural
Os astrócitos reativos de proliferação são cruciais para a formação de cicatrizes e atuam impedindo a propagação e a persistência das células inflamatórias, mantendo a reparação da barreira hematoencefálica, diminuindo o dano ao tecido e o tamanho da lesão e reduzindo a perda de neurônios e sua desmielinização.
Os astrócitos reativos defendem ao SNC contra o stress oxidativo através da produção de glutationa e têm a responsabilidade de proteger as células da toxicidade do amônio.  Protegem as células e o tecido do SNC por meio de distintas maneiras, tais como a absorção de glutamato potencialmente excitotóxico, liberação de adenosina e degradação de peptídeos 
beta-amiloides.  A reparação de uma perturbação na barreira hematoencefálica é também facilitada pelos astrócitos reativos por meio do contato direto de suas prolongações (uma estrutura característica dos astrócitos também conhecida como pés) com as paredes dos vasos sanguíneos.
Também se demonstrou que reduz o edema vasogênico depois de um trauma, acidente vascular cerebral ou hidrocefalia obstrutiva.

### Formação de uma cicatriz
Os astrócitos reativos proliferantes formadores de cicatriz se encontram ao ao longo das bordas entre o tecido saudável e as regiões de tecido danificado e células inflamatórias.  Isto ocorre normalmente depois de uma resposta inflamatória rápida e local a uma lesão traumática aguda na medula espinhal e o cérebro.  Em sua forma mais extrema, a astrogliose reativa pode levar à aparição de astrócitos recém formados e à formação de uma cicatriz em resposta a um dano severo ao tecido ou inflamação.
Os gatilhos moleculares que levam à formação dessa cicatriz incluem o fator de crescimento epidérmico (EGF por suas siglas em inglês), o fator de crescimento de fibroblastos (FGF por suas siglas em inglês), endotelina 1 e ATP.  Os astrócitos maduros podem voltar a entrar no ciclo celular e proliferar durante a formação de uma cicatriz.  Alguns astrócitos reativos proliferantes podem ser derivados de progenitores NG2 na parênquima local a partir de células progenitoras ependimárias depois de uma lesão ou acidente cerebrovascular.  Também existem progenitores multipotenciais no tecido subependimário que expressa a proteína ácida fibrilar glial (GFAP por suas siglas em inglês) e gera células progenitoras que migram para os locais danificados após um trauma ou acidente cerebrovascular.

### Regulação da inflamação
Os astrócitos reativos estão relacionados com a função normal dos astrócitos. Os astrócitos estão envolvidos na complexa regulação da inflamação no SNC a qual é dependente do contexto celular e é regulada por eventos de sinalização extracelulares e intracelulares multimodais.  Tem a capacidade de produzir diferentes moléculas com potencial pró- e anti-inflamatório em resposta a diferentes tipos de estímulo. Os astrócitos interagem amplamente com a micróglia e desempenham um papel chave na inflamação do SNC.  Os astrócitos reativos podem levar os astrócitos a desempenhar suas funções de maneira anormal e afetar sua regulação e resposta à inflamação.
Em relação aos efeitos anti-inflamatórios, los astrócitos formadores de cicatrizes ajudam a reduzir a propagação das células inflamatórias durante as respostas inflamatórias iniciadas localmente a lesões traumáticas ou durante respostas iniciadas perifericamente por parte do sistema imune adaptativo.  Em relação ao potencial pró-inflamatório, algumas moléculas nos astrócitos estão associadas ao aumento da inflamação após lesão traumática.
Nos estágios iniciais após uma lesão, os astrócitos não só iniciam a inflamação, mas ao longo do tempo também formam barreiras contra a migração de células potenciais.  Estas barreiras indicam áreas onde é necessária uma forte inflamação e restringem a propagação das células inflamatórias e dos agentes infecciosos para tecido saudável próximo.   Este modelo se correlaciona com pressões evolutivas para que a astrogliose se torne benéfica. As respostas aos danos ao SNC favoreceram os mecanismos que impedem a infecção de pequenas feridas. A inibição da migração de células inflamatórias e agentes infecciosos tem como efeito secundário a inibição da regeneração axônica, devido à redundância entre os sinais migratórios através dos diferentes tipos celulares.

## Mecanismos biológicos
As mudanças que resultam na astrogliose são reguladas pelo contexto por meio de eventos de sinalização específicos que têm o potencial de modificar a natureza e o nível dessas mudanças. Sob diferentes condições de simulação, os astrócitos podem produzir moléculas efetoras intracelulares que alteram a expressão de moléculas envolvidas em atividades celulares, o metabolismo, sinalização intracelular, transportadores de membrana e bombas na membrana.  Os astrócitos reativos respondem de acordo com diferentes sinais e afetam a função neuronal. Mediadores moleculares são liberados por neurônios, micróglias, oligodendrócitos, endotélio, leucócitos e outros astrócitos no tecido do SNC em resposta a danos que vão desde distúrbios celulares sutis até danos teciduais extensos.  Os efeitos resultantes podem variar desde a regulação do fluxo sanguíneo até se envolver nas funções sinápticas e na plasticidade neuronal.

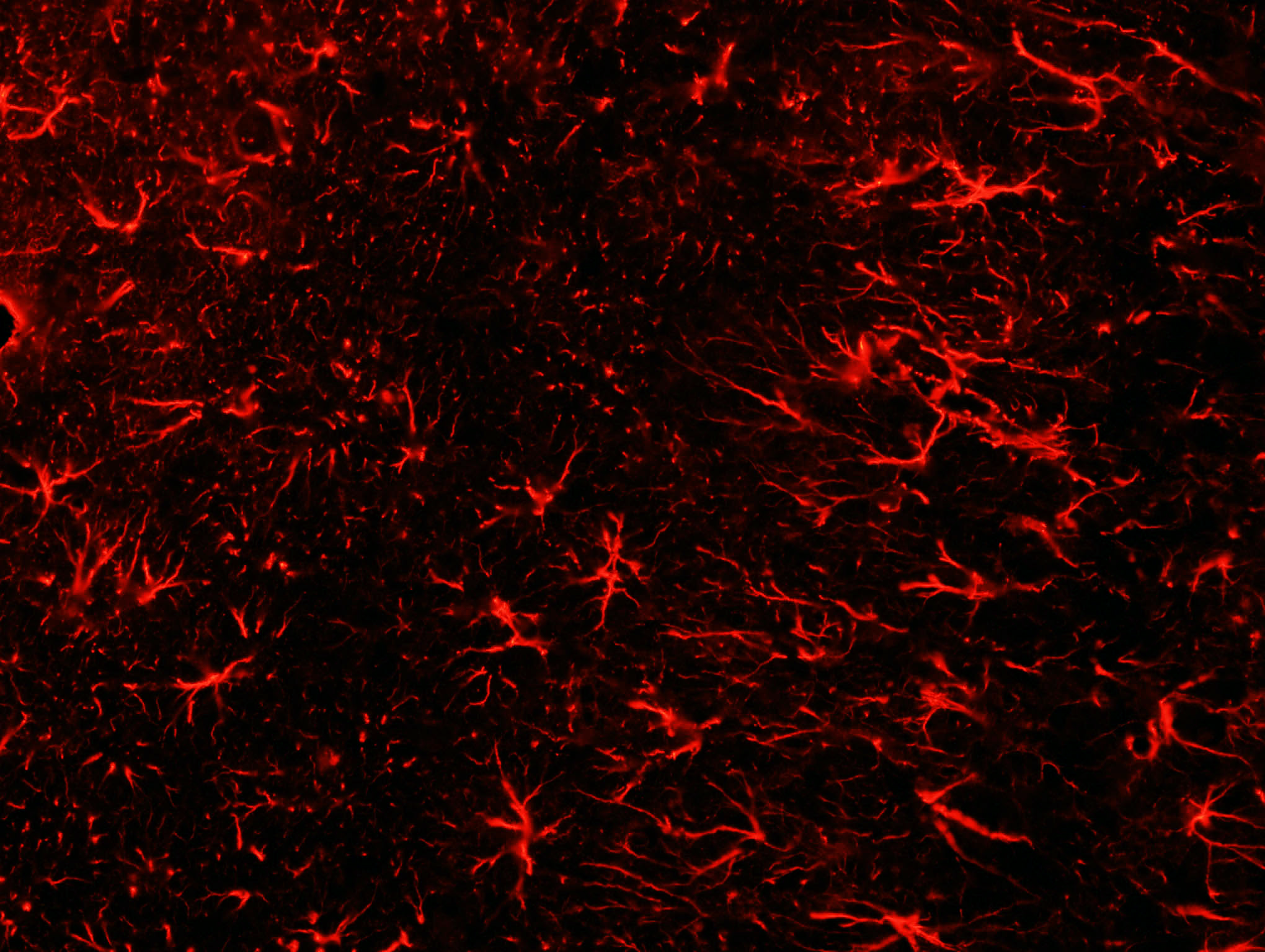
Astrócitos reativos em um cérebro de rato colorido contra GFAP.

### Moléculas sinalizadoras
Poucas moléculas sinalizadoras conhecidas e seus efeitos são compreendidos no contexto da astrocitose reativa, que responde a diferentes formas de dano.
O aumento de GFAP, o qual é induzido pelo FGF, o fator de transformação do crescimento beta (TGFB por sua sigla em inglês) e o fator neurotrófico ciliar (CNTF por sua sigla em inglês), é um marcador clássico de gliose reativa.  A regeneração de axônios não ocorre em áreas com um incremento de GFAP e vimentina.  Paradoxalmente, um incremento na produção de GFAP também é necessário diminuir o tamanho de uma lesão e reduzir o risco de encefalomielite autoimune e de acidente vascular cerebral.

### Transportadores e canal
A presença de transportadores de glutamato em astrócitos está associada a um número reduzido de ataques epilépticos e diminuição da neurodegeneração enquanto que a proteína de junção comunicante em astrócitos (Cx43) contribui para o efeito neuroprotetor do pré-condicionamento a hipoxia. Além disso, a aquaporina AQP4, um canal de membrana, desempenha um papel crucial num edema citotóxico e nos resultados graves de um acidente vascular cerebral.

## Patologias neurológicas
A perda ou distúrbio nas funções normalmente desempenhadas por astrócitos ou astrócitos reativos durante o processo de astrogliose reativa tem o potencial de estar subjacente a condições como disfunção neural, trauma, acidente vascular cerebral, esclerose múltipla e outras. Alguns exemplos são os seguintes:
- A destruição, por uma resposta autoimune, das prolongações dos astrócitos que estão em contato e envolvem os vasos sanguíneos está associada com a inflamação no SNC e uma forma de esclerose múltipla.
- A destruição de astrócitos por uma resposta autoimune na encefalite de Rasmussen causa convulsões.
- Na doença de Alexander, uma mutação dominante que lhe confere uma função extra no gene que codifica para GFAP está associada com macroencefalopatias, convulsões, distúrbios psicomotores e morte prematura.
- Em uma forma familiar de esclerose lateral amiotrófica (ELA, ou ALS, em sua sigla na literatura em inglês), uma mutação dominante de ganho de função no gene que codifica para a superóxido dismutase (SOD) leva à produção por parte de astrócitos reativos de moléculas que são tóxicas para os neurônios motores.

Os astrócitos reativos podem também ser estimulados por cascatas de sinalização específicas que resultam em efeitos prejudiciais, como os seguintes:
- Inflamação exacerbada por meio da produção de citocinas.
- Produção e liberação de espécies reativas de oxigênio a níveis neurotóxicos.
- Liberação de glutamato potencialmente excitotóxico.
- Contribuição potencial à geração de convulsões.
- Funções comprometidas da barreira hematoencefálica como resultado da produção do fator de crescimento do endotélio vascular.
- O edema citotóxico durante um trauma e um acidente vascular cerebral através da hiperactividade de AQP4.
- Potencial para ativação crônica de citocina de astrócitos que contribui para a dor crônica.

Os astrócitos reativos tem o potencial de promover a toxicidade neural por meio da geração de moléculas citotóxicas como radicais do óxido nítrico e outras espécies reativas de oxigênio, as quais podem danificar os neurônios próximos.  Astrócitos reativos também podem promover degeneração secundária após lesão do SNC.

## Novas técnicas terapêuticas
Devido aos efeitos destrutivos da astrogliose, que incluem alterações nos níveis de expressão de certas moléculas, liberação de fatores inflamatórios, proliferação de astrócitos e disfunção neural, os pesquisadores estão atualmente buscando novas formas de tratar a astrogliose e as doenças neurodegenerativas.  Vários estudos tem descrito o papel dos astrócitos em doenças como a doença de Alzheimer, a ELA (ALS), a doença de Parkinson e de Huntington.  A inflamação causada pela astrogliose reativa agrava muitas dessas doenças neurológicas.  Atualmente se investigam possíveis benefícios da inibição da inflamação causada pela astrogliose reativa para reduzir seus efeitos neurotóxicos.
A neurotrofina está sendo estudada como possível medicamento para a proteção neural posto que se tem demonstrado que restauram a função neural.  Por exemplo, alguns estudos tem utilizado fatores de crescimento nervoso para recuperar a função colinérgica em pacientes com Alzheimer.

### Função do BB14 contra a gliose
Um composto candidato é o BB14, o qual é um péptido parecido a fator de crescimento nervoso que atua como agonista do TrkA.  O BB14 tem demonstrado reduzir a astrogliose reativa que ocorre após danos nos nervos periféricos em ratos, atuando na diferenciação celular de DRG e PC12.  Embora ainda sejam necessárias mais pesquisas a esse respeito, o BB14 tem potencial para tratar uma variedade de doenças neurológicas. Investigação mais aprofundada das neurotrofinas poderia levar ao desenvolvimento de uma neurotrofina altamente seletiva, potente e pequena que tenha como objetivo a astrogliose reativa para aliviar alguns dos sintomas das enfermidades neurodegenerativas.

### Função regulatória do TGFB
O TGFB é uma molécula regulatória envolvida na produção de proteoglicano. Esta produção se incrementa na presença do fator de crescimiento básico de fibroblastos (bFGF) ou a interleucina 1. Um anticorpo contra TGFβ poderia diminuir a produção de GFAP depois de uma lesão no SNC promovendo a regeneração dos axônios.

### Tratamento com brometo de etídio
A injeção do brometo de etídio mata a todas as células gliales do SNC (oligodendrócitos e astrócitos), mas deixa os axônios, vasos sanguíneos e macrófagos intactos.  Isso fornece um ambiente propício à regeneração axonal por 4 dias. Após 4 dias, as células gliais voltam a invadir o local da injeção e a regeneração axonal é novamente inibida. Este método tem demonstrado reduzir a cicatrização glial que ocorre após o trauma no SNC.

### Atividade da metaloproteinase
As células precursoras de oligodendrócitos e as células C6 de glioma produzem metaloproteinase, a qual tem demonstrado inativar um tipo de proteoglicano que é secretado pelas células de Schwann.  Como consequência, a metaloproteinase no ambiente ao redor dos axônios pode facilitar a regeneração axonal através da degradação de moléculas inibidoras devido ao aumento da atividade proteolítica.